# Janusz Wójcik

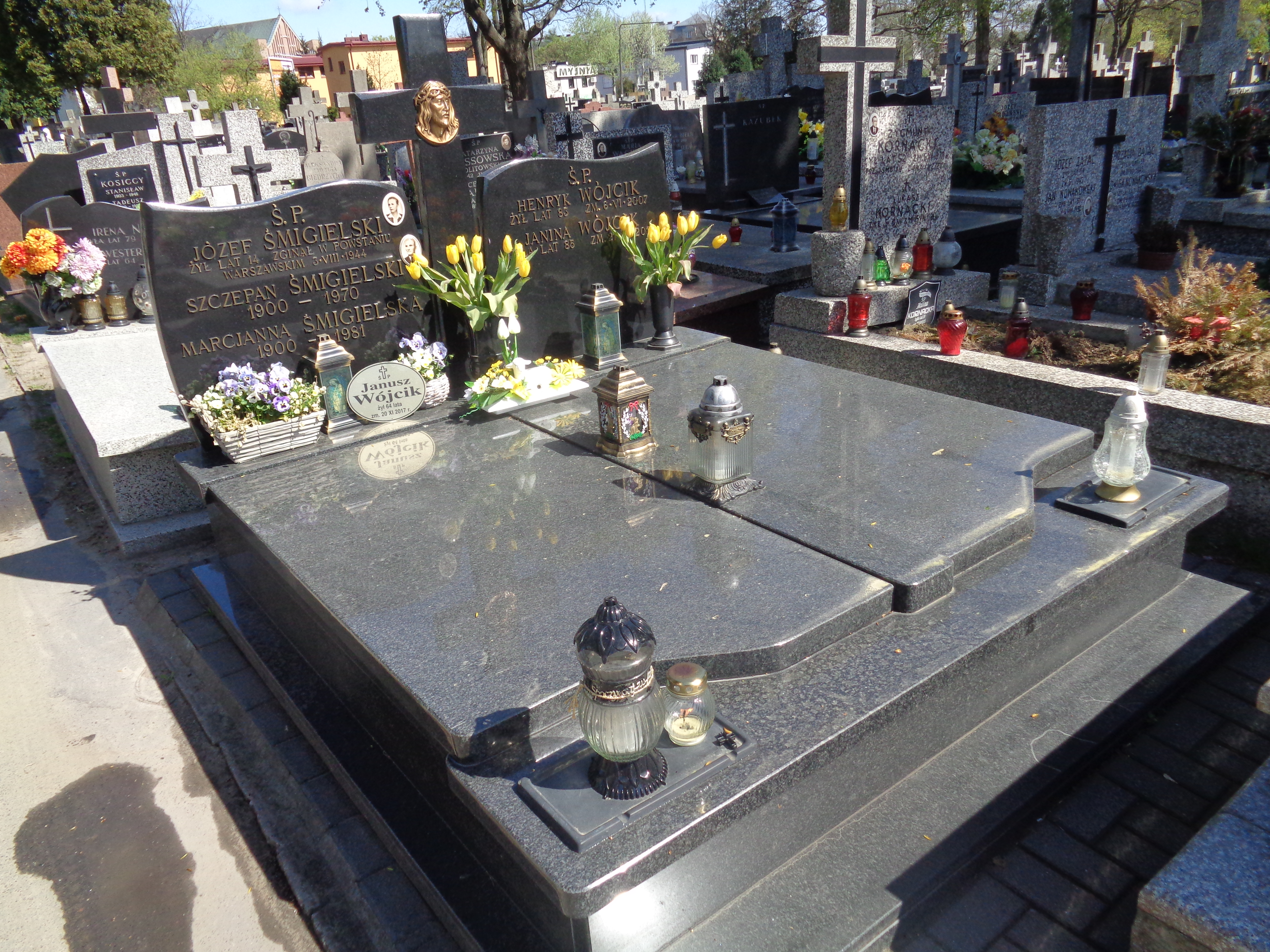
Grób Janusza Wójcika na nowym cmentarzu na Służewie przy ul Wałbrzyskiej

Janusz Marek Wójcik (ur. 18 listopada 1953 w Warszawie, zm. 20 listopada 2017 tamże) – polski piłkarz, trener piłkarski i polityk. W latach 1989–1992 selekcjoner reprezentacji olimpijskiej, z którą zdobył srebrny medal turnieju olimpijskiego 1992 w Barcelonie, w latach 1997–1999 selekcjoner reprezentacji Polski w piłce nożnej. Poseł na Sejm V kadencji.

## Życiorys

### Kariera piłkarska
Jako piłkarz występował w klubach warszawskich: Agrykoli (1968–1970), Gwardii (1970–1974, jeden mecz w ekstraklasie), Ursusie (1974) i Hutniku (1975–1976) oraz za granicą: w Rawalpindi w Pakistanie (1976–1977) i w kanadyjskim polonijnym Toronto Falcons (1979–1980).

### Kariera trenerska
W 1979 ukończył studia na Wydziale Trenerskim Akademii Wychowania Fizycznego w Warszawie. Pracę trenerską rozpoczął w Hutniku Warszawa. Następnie współpracował z reprezentacją Polski juniorów do lat 16. Później pracował w Pogoni Grodzisk Mazowiecki, Huraganie Wołomin, reprezentacji Polski juniorów do lat 16, Hutniku Kraków i Jagiellonii Białystok, z którą w 1987 awansował do I ligi (najwyższego ówcześnie poziomu ligowego). Odszedł jednak po nieudanym początku nowego sezonu.
Był szkoleniowcem reprezentacji Polski do lat 18. Od lutego 1989 trenował młodzieżowo-olimpijską reprezentację Polski, z którą wywalczył awans do turnieju olimpijskiego w Barcelonie w 1992, gdzie prowadzona przez niego ekipa zdobyła srebrny medal. Po tym sukcesie stał się jednym z głównych kandydatów do zastąpienia na stanowisku selekcjonera reprezentacji Polski Andrzeja Strejlaua. Objął jednak funkcję trenera Legii Warszawa. W pierwszym sezonie pracy zajął z drużyną Legii pierwsze miejsce w lidze. Jednak po zweryfikowaniu wyników ostatniej kolejki PZPN postanowił odebrać Legii punkty zdobyte w meczu z Wisłą Kraków. Tym samym Legia straciła tytuł mistrzowski na rzecz Lecha Poznań. Janusz Wójcik kontynuował pracę z Legią do końca rundy jesiennej sezonu 1993/1994, po czym w przerwie zimowej opuścił Polskę i podjął pracę w Zjednoczonych Emiratach Arabskich, gdzie prowadził reprezentację olimpijską oraz klubowe drużyny Kworfakkan i Al-Khallej.
W lipcu 1997 objął stanowisko pierwszego trenera reprezentacji. Nastąpiło to po dymisji Antoniego Piechniczka ze stanowiska selekcjonera kadry narodowej i krótkim epizodzie Krzysztofa Pawlaka. Znaczącą rolę w prowadzonej przez niego drużynie odgrywali zawodnicy, z którymi zdobył srebrny medal w Barcelonie (m.in. Jerzy Brzęczek, Andrzej Juskowiak, Wojciech Kowalczyk, Tomasz Łapiński czy Tomasz Wałdoch). Zwolniony został w 1999 po nieudanych eliminacjach do Mistrzostw Europy w 2000. Później pracował jako menedżer w Pogoni Szczecin, jako trener w Śląsku Wrocław, cypryjskim Anorthosis Famagusta i reprezentacji Syrii. W 2004 prowadził drużynę Świtu Nowy Dwór Mazowiecki. Od 2004 do 2007 był członkiem Wydziału Szkolenia PZPN. W latach 2007–2008 prowadził Znicz Pruszków. W 2008 został trenerem Widzewa Łódź, zwolniono go po trzech meczach. W 2010 prowadził omański zespół Al-Nahda.

### Sukcesy trenerskie
- Srebrny medal olimpijski: 1992
- Mistrzostwo Polski z Legią Warszawa (prowadził zespół w rundzie jesiennej): 1993/1994
- Wicemistrzostwo Polski z Legią Warszawa (po odebraniu tytułu mistrzowskiego przez PZPN): 1992/1993
- Puchar Polski z Legią Warszawa (prowadził zespół w rundach rozegranych jesienią): 1993/1994
- Awans do I ligi z Jagiellonią Białystok: 1986/1987
- Tytuł „Trenera Roku” w Plebiscycie „Piłki Nożnej”: 1992, 1998

### Działalność polityczna
Należał do PZPR. W drugiej połowie lat 90. przez pewien czas był doradcą Jacka Dębskiego, prezesa Urzędu Kultury Fizycznej i Sportu. W latach 2001–2003 należał do Sojuszu Lewicy Demokratycznej. Zasiadał w zespole konsultacyjnym ds. sportu w Kancelarii Prezesa Rady Ministrów, gdy stanowisko premiera piastował Leszek Miller.
W 2005 wystartował w wyborach do Sejmu z okręgu białostockiego z listy Samoobrony RP, uzyskując mandat poselski liczbą 4236 głosów. W Sejmie V kadencji objął funkcję przewodniczącego Komisji Kultury Fizycznej i Sportu. Zasiadał też w Komisji Łączności z Polakami za Granicą i był wiceprzewodniczącym Podkomisji nadzwyczajnej do rozpatrzenia rządowego i poselskiego projektów ustaw o zmianie ustawy o bezpieczeństwie imprez masowych.
W przedterminowych wyborach w 2007 nie został ponownie wybrany (otrzymał 630 głosów). W lutym 2008 został wykluczony z Samoobrony RP.

### Postępowania karne i dyscyplinarne
8 stycznia 2006 został zatrzymany za prowadzenie samochodu w stanie nietrzeźwym (1,48‰ w pierwszym badaniu i 1,30‰ w drugim). Prokurator Prokuratury Rejonowej w Warszawie wniósł za to przeciw niemu do sądu akt oskarżenia. Janusz Wójcik zgodził dobrowolnie poddać się karze 10 tys. zł grzywny i dwuletniemu zakazowi prowadzenia samochodów.
22 października 2008 został zatrzymany przez policję w związku z aferą korupcyjną w polskiej piłce nożnej. Prokurator przedstawił mu 11 zarzutów dotyczących ustawienia ośmiu meczów Świtu Nowy Dwór Mazowiecki w 2004. Wrocławski sąd zastosował wówczas wobec niego poręczenie majątkowe w wysokości 500 tys. zł.
We wrześniu 2012 w związku z aferą korupcyjną Komisja Dyscyplinarna PZPN ukarała trenera czteroletnią dyskwalifikacją. 9 października 2014 został skazany za przestępstwa korupcyjne na karę dwóch lat pozbawienia wolności z warunkowym zawieszeniem jej wykonania na okres pięciu lat oraz na karę grzywny, orzeczono również wobec niego dwuletni zakaz pracy w roli trenera.

## Życie prywatne
Syn Henryka i Janiny. Janusz Wójcik był żonaty z Krystyną, miał syna Andrzeja.
Wystąpił gościnnie w filmie Chłopaki nie płaczą w reż. Olafa Lubaszenki z 2000. W 2014 wraz z Przemysławem Ofiarą wydał swoją autobiografię, pt. Wójt. Jedziemy z frajerami! Całe moje życie, natomiast w 2016 ukazała się jej druga część zatytułowana Wójt. Jak goliłem frajerów. O piłce, pieniądzach i kobietach.
Na skutek ataku epilepsji doznał urazu głowy, który spowodował powstanie krwiaka. Zmarł 20 listopada 2017 w szpitalu po operacji, nie wybudziwszy się ze śpiączki farmakologicznej. 29 listopada 2017 roku, po żałobnej mszy świętej w warszawskim kościele św. Dominika, został pochowany na nowym cmentarzu na Służewie przy ul. Wałbrzyskiej.